# Sun Ming Ming
Sun Ming Ming(Traditional Chinese: 孫明明; Simplified Chinese: 孙明明; pinyin: Sūn Míngmíng, nasceu em 1984) é um jogador de basquete da China. Atualmente é o jogador de basquete mais alto do mundo medindo 2,36m.
Com 2,36 m de altura, o basquetebolista chinês Sun Ming Ming sonha com uma carreira na Liga Norte-Americana de Basquetebol profissional (NBA). Mas o que o fez crescer tanto e alimentou os seus sonhos de seguir os passos do seu compatriota Yao Ming (jogador dos Houston Rockets) no mundo do basquetebol norte-americano também ameaçou a sua vida. Um tumor na base do crânio fazia pressão na sua glândula pituitária, que provocou o seu crescimento, teve de ser cirurgicamente removido - um pequeno pedaço do tumor não foi retirado. Sem a operação, o mais provável é que já tivesse morrido de falha cardíaca.